# كولن ديكون
كولن ديكون هو سياسي كندي، ولد في 1 نوفمبر 1959. حزبياً، نشط في Independent Senators Group ‏.